# Barbara Bickmore
Barbara Bickmore (* 10. Juni 1927 in Freeport, New York; † 23. Februar 2015 in Anacortes, Washington) war eine US-amerikanische Schriftstellerin. Sie schrieb Romane mit weiblichen Hauptpersonen, welche oftmals in typischerweise als männlich angesehenen Domänen zurechtkommen müssen und sich dort durch Tatkraft und  Menschlichkeit bewähren. Ihre Romane sind in Australien, Afrika, den Vereinigten Staaten und China angesiedelt.

## Leben
Bickmore wuchs in einem New Yorker Vorort auf und entdeckte früh ihre Begeisterung für Literatur und Theater. Mit sieben Jahren schrieb sie ihre erste Kurzgeschichte. Nach ihrem Collegeabschluss und der Heirat wurde sie Lehrerin für Englisch, Französisch, amerikanische Geschichte und kreatives Schreiben an verschiedenen Highschools. Die Ehe wurde nach drei Kindern und 16 Jahren geschieden. Ihren Master schloss sie in einem Sabbatical ab. Sie zog 1973 nach Eugene in Oregon und versuchte sich an einer Farm, die sie aber nach drei Jahren wegen andauerndem Misserfolg wieder verkaufte. Im Folgenden eröffnete sie einen Laden für Strick- und Häkelbedarf und erhielt auch einen Lehrauftrag bzw. eine befristete Professorenstelle an der University of Oregon für zwei Jahre, wurde aber aufgrund eines fehlenden Ph.D.s nicht weiter beschäftigt. In dieser Zeit der ökonomischen Ungewissheit begann sie 1985 ihren ersten Roman zu verfassen. Über einen Agenten gelangte sie an einen Verlag, der ihre Werke veröffentlichte. Sie lebte zudem sieben Jahre in Ajijic in Mexiko, wo sie weitere Werke verfasste und die sie selbst als die glücklichsten Jahre ihres Lebens beschrieb.

## Leistungen
Bickmore publizierte insgesamt neun Romane, welche in 23 Ländern erschienen und in 16 Sprachen übersetzt wurden. Sie sicherte sich ein vornehmlich weibliches Publikum. Ihre weiblichen Heldinnen zeichnen sich durch gesellschaftlich unkonventionelles Verhalten aus, welches aber typischerweise dem höheren Zweck gewidmet ist. Neben historischen Romanen, wie The Moon Below, in welchen Bickmore auch historische Ereignisse wie den Beginn der englischen Sträflingskolonie in Australien aufgreift und verarbeitet, verfasste sie auch relativ zur Erscheinungszeit gesehen zeitgenössische Werke, etwa Deep in the Heart. Sie beschrieb sich selbst als politisch aktiv in ihrer Rolle als Pazifistin und Feministin. Weiter gab sie an, gegen Rassismus zu sein, an Werte wie Freundschaft und Liebe zu glauben und erläuterte, dass ihre moralischen Einstellungen sich in ihren Büchern wiederfinden lassen.
In ihren Romanen finden sich zudem immer wieder ausführliche Beschreibungen von Flora, Fauna und Kultur der jeweiligen Orte. Die Romane lassen sich insgesamt der seichteren Belletristik/Schönen Literatur zuordnen.

## Werke
- East of the Sun. 1988.[11] (deutsch: Simbayo - Jenseits der Sonne. Droemer Knaur, München 1989, ISBN 3-426-02887-5.)
- The Moon Below. 1990. (deutsch: Der Mond am anderen Ende der Welt. übersetzt von Uschi Gnade. Droemer Knaur, München 1993, ISBN 3-426-03243-0)
- Distant Star. 1993. (deutsch: Ein ferner Stern in China. übersetzt von Uschi Gnade. Droemer Knaur, München 1995, ISBN 3-426-60239-3)
- The Back of Beyond. 1994. (deutsch: Wer den Himmel berührt. Droemer Knaur, München 1996, ISBN 3-426-60352-7)
- Deep in the Heart. 1996. (deutsch: Wem die Macht gegeben ist. übersetzt von Uschi Gnade. Droemer Knaur, München 1998, ISBN 3-426-60644-5)
- Beyond the Promise. 1997. (deutsch: Jenseits aller Versprechen. übersetzt von Karin Dufner. Droemer Knaur, München 1999, ISBN 3-426-60902-9)
- Stairway to the Stars. 2011. (deutsch: Wer nach den Sternen greift. übersetzt von Margarethe van Pée. Droemer Knaur, München 2007, ISBN 978-3-426-66233-5)
- West of the Moon. 2012. (deutsch: Im Jahr des Elefanten. übersetzt von Karin Dufner. Knaur, München 2003, ISBN 3-426-66089-X)
- Oberon. 2012, ISBN 978-1-4801-4143-8. (ehemals publiziert als: Homecoming. 1995; deutsch: Die Bucht der Wildgänse. übersetzt von Karin Dufner und Andreas Ohlendorf. Droemer Knaur, München 1997, ISBN 3-426-60471-X)